# Europameisterschaften im Bogenschießen 2016
Die Europameisterschaften im Bogenschießen 2016 wurden vom 23. bis 29. Mai in Nottingham, Vereinigtes Königreich ausgetragen.
Die Eröffnungszeremonie sowie die Qualifikationsrunden wurden auf den Highfields der University of Nottingham ausgetragen. Die Finalrunden am 28. und 29. Mai fanden auf dem Old Market Square statt.

## Ergebnisse

### Recurvebogen
| Disziplin         | Gold                                                                  | Silber                                                           | Bronze                                                        |
| ----------------- | --------------------------------------------------------------------- | ---------------------------------------------------------------- | ------------------------------------------------------------- |
| Männer Einzel     | Jean-Charles Valladont                                                | Mete Gazoz                                                       | Patrick Huston                                                |
| Frauen Einzel     | Weronika Martschenko                                                  | Tujana Daschidorschijewa                                         | Lisa Unruh                                                    |
| Männer Mannschaft | Russland Arsalan Baldanow Alexander Koschin Witali Popow              | Großbritannien Laurence Godfrey Patrick Huston Kieran Slater     | Belgien Robin Ramaekers Ben Adriaensen Nico Thiry             |
| Frauen Mannschaft | Ukraine Anastassija Pawlowa Weronika Martschenko Lidija Sitschenikowa | Georgien Kristine Essebua Iulia Lobschanidse Chatuna Narimanidse | Deutschland Elena Richter Lisa Unruh Veronika Haidn-Tschalova |
| Mixed-Team        | Alexandra Mîrca / Dan Olaru                                           | Bérengère Schuh / Jean-Charles Valladont                         | Weronika Martschenko                                          |

### Compoundbogen
| Disziplin         | Gold                                                | Silber                                                          | Bronze                                                            |
| ----------------- | --------------------------------------------------- | --------------------------------------------------------------- | ----------------------------------------------------------------- |
| Männer Einzel     | Stephan Hansen                                      | Peter Elzinga                                                   | Dominique Genet                                                   |
| Frauen Einzel     | Sarah Prieels                                       | Alexandra Sawenkowa                                             | Marija Winogradowa                                                |
| Männer Mannschaft | Dänemark Stephan Hansen Andreas Darum Martin Damsbo | Russland Anton Bulajew Alexander Dambajew Wiktor Kalaschnikow   | Frankreich Jean-Philippe Boulch Dominique Genet Sebastien Peineau |
| Frauen Mannschaft | Türkei Yeşim Bostan Ayşe Bera Süzer Evrim Sağlam    | Russland Marija Winogradowa Albina Loginowa Alexandra Sawenkowa | Niederlande Martine Couwenberg Inge van Caspel Irina Markovic     |
| Mixed-Team        | Marcella Tonioli / Federico Pagnoni                 | Toja Ellison / Dejan Sitar                                      | Andrea Marcos / Alberto Blázquez                                  |

## Medaillenspiegel
| Platz  | Land           | Gold | Silber | Bronze | Gesamt |
| ------ | -------------- | ---- | ------ | ------ | ------ |
| 1      | Ukraine        | 2    | –      | 1      | 3      |
| 2      | Dänemark       | 2    | –      | –      | 2      |
| 3      | Russland       | 1    | 4      | 1      | 6      |
| 4      | Frankreich     | 1    | 1      | 2      | 4      |
| 5      | Türkei         | 1    | 1      | –      | 2      |
| 6      | Belgien        | 1    | –      | 1      | 2      |
| 7      | Italien        | 1    | –      | –      | 1      |
| 7      | Moldau         | 1    | –      | –      | 1      |
| 9      | Großbritannien | –    | 1      | 1      | 2      |
| 9      | Niederlande    | –    | 1      | 1      | 2      |
| 11     | Georgien       | –    | 1      | –      | 1      |
| 11     | Slowenien      | –    | 1      | –      | 1      |
| 13     | Deutschland    | –    | –      | 2      | 2      |
| 14     | Spanien        | –    | –      | 1      | 1      |
| Gesamt | Gesamt         | 10   | 10     | 10     | 30     |